# Коковцовы
Коковцовы (Коковцевы) — русские дворянские роды.

## История родов
Фёдор Иванович Коковцов из Ярославля пожалован поместьем (1627) Из его потомков необходимо отметить Николая Ивановича (1754—1822) — статского советника, ярославского совестного судью, сотрудника «Уединённого Пошехонца». Его внук Коковцов, Владимир Николаевич (1853—1943) — русский государственный деятель, председатель Совета министров России (1911—1914), возведён в графское достоинство Российской Империи (1914). Этот род Коковцовых был внесён в VI часть родословной книги Ярославской губернии (Общий Гербовник, VI, 65).
Другой род Коковцовых происходит от новгородца Бежецкой пятины Лаврентия Ивановича Коковцова, побывавшего в смоленской осаде (1634). Из его потомков, Савва Григорьевич — капитан 1-го ранга, участник Чесменского морского сражения и его брат Матвей Григорьевич — бригадир флота (1785), литератор; его внук Константин Константинович (1820—1891) — инженер путей сообщения, заслуженный профессор строительного искусства и инспектор классов института инженеров путей сообщения. Григорий Михайлович Коковцов (1808—1881) был долгое время новгородским губернским предводителем дворянства. Этот род Коковцевых был внесён в VI часть родословной книги Новгородской губернии.

## Описание герба
В лазуревом щите серебряная с выступами стена, обремененная положенными накрест колчаном с золотыми стрелами и ликторским пуком с золотой секирой. В золотой главе щита чёрный взлетающий Государственный орёл с червлёным щитком на груди с вензелем Николая II.
Щит украшен графской короной и увенчан дворянским коронованным шлемом. Нашлемник — три серебряных страусовых пера. Намёт лазуревый с золотом. Щитодержатели: два серебряных журавля, держащих в лапе по золотому камню. Герб графа Владимира Коковцова внесён в Часть 20 Общего гербовника дворянских родов Всероссийской империи, стр. 2. Герб рода Коковцовых внесён в Часть 6 Общего гербовника дворянских родов Всероссийской империи, стр. 65.

## Известные представители
- Коковцов - гость, воевода в Силигаличе (1616).
- Коковцев Михаил Андреевич - московский дворянин (1677-1692).
- Коковцев Григорий Андреевич - стряпчий (1692)[1][2].